# Шаповалов, Алексей Григорьевич
Алексей Григорьевич Шапова́лов (1909—1965) — инженер-кораблестроитель.

## Биография
Родился 4 (17 марта) 1909 года.
После окончания МММИ имени Н. Э. Баумана работал инженером-технологом по сварке на заводе имени А. М. Горького в Зеленодольске.
С 1945 года — начальник сварочного бюро. В 1946—1948 годах был одним из участников разработки технологии поточного метода постройки кораблей, в том числе «Большого охотника» (Б. О.) проекта 122-бис.
В 1951—1965 годах работал в ЦКБ-340 начальником технологического бюро, с 1963 года — заместителем главного конструктора по специализации «корпус, сервис корабля, экология».
В 1955—1956 годах участвовал в сборке 9 кораблей «Большой охотник» в Китае.
Умер в 1965 году.
Семья: жена Ольга Абрамовна (учитель математики), дочь Галина и сын Анатолий.

## Награды и премии
- Сталинская премия второй степени (1949) — за коренные усовершенствования постройки кораблей
- медаль «За доблестный труд в Великой Отечественной войне 1941—1945 гг.»
- медаль «За трудовое отличие».
- медаль «Китайско-советская дружба»
- медаль «Отличник труда» (КНР)